# Dillard (Georgia)
Dillard è un comune degli Stati Uniti d'America, situato nello Stato della Georgia, nella Contea di Rabun.